# Candi Panataran

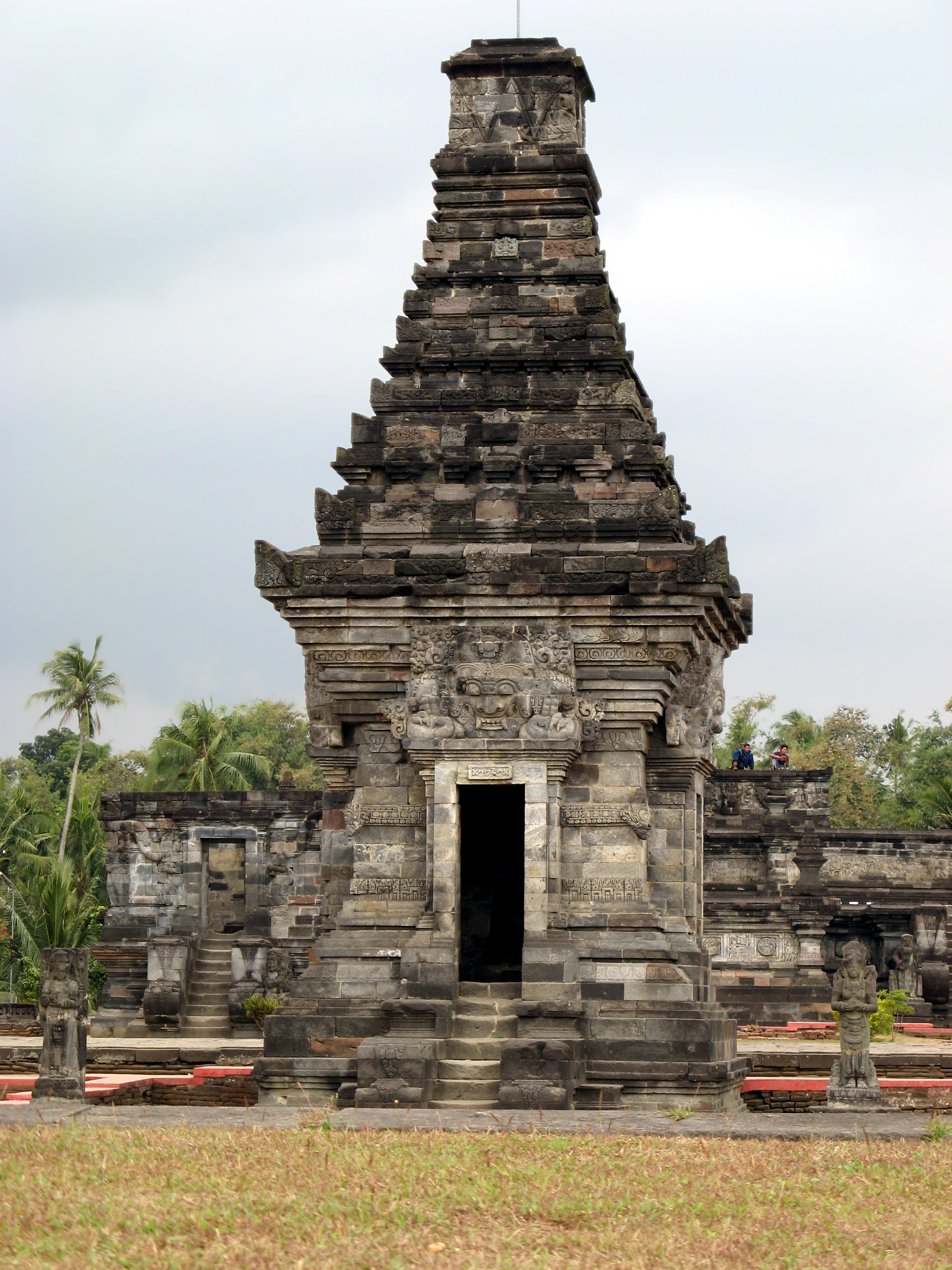
Tempel op het Candi Panataran-complex gedateerd in 1369

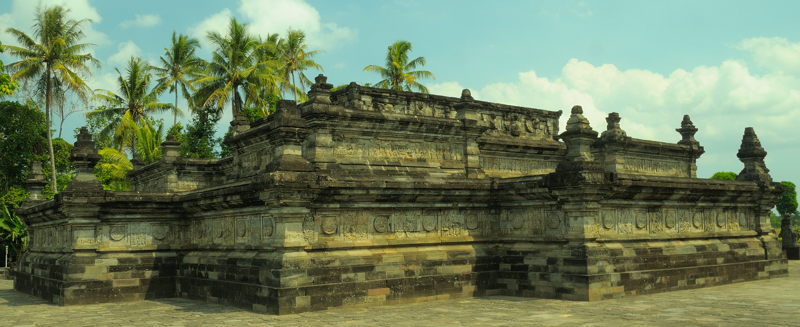
De achterkant van de hoofdtempel van de Candi Panataran.

Reliëf van het Ramayana op de hoofdtempel

Het complex van de Candi Panataran ligt 10 kilometer ten noorden van Blitar op de lagere zuidwestelijke hellingen van de vulkaan, de Kelud. Het is het grootste hindoetempelcomplex van Oost-Java. De bouw van deze tempel begon in 1197 nog in de tijd van het rijk van Kediri, maar de hoofdtempel van dit complex stamt uit 1347, dat wil zeggen uit de tijd van het rijk van Majapahit. Ook daarna is nog tot 1454 aan dit complex gebouwd. De tempel is minstens 300 jaar in gebruik geweest, van de 12de tot de 15de eeuw. De meeste gebouwen dateren echter uit de 14de eeuw, de bloeitijd van het rijk van Majapahit. De tempel wordt ook genoemd in de Nagarakretagama. Daar heet hij de Palah-tempel. Het zou de lievelingstempel zijn geweest van koning Hayam Wuruk, die regeerde van 1350 tot 1389.
De indeling van de tempel is vergelijkbaar met die van de hedendaagse Balinese pura. Dat betekent dat het complex bestaat uit drie hoven, waarvan de achterste twee ommuurd zijn. Vooraan een voorhof met gebouwen waarin de benodigdheden voor de rituelen worden klaargemaakt en de muziekinstrumenten staan, vervolgens in de tweede hof gebouwen gewijd aan lagere godheden, in dit geval naga's of mythische slangen, en daarachter een nog hoger gelegen hof waar de hoofdtempel staat.

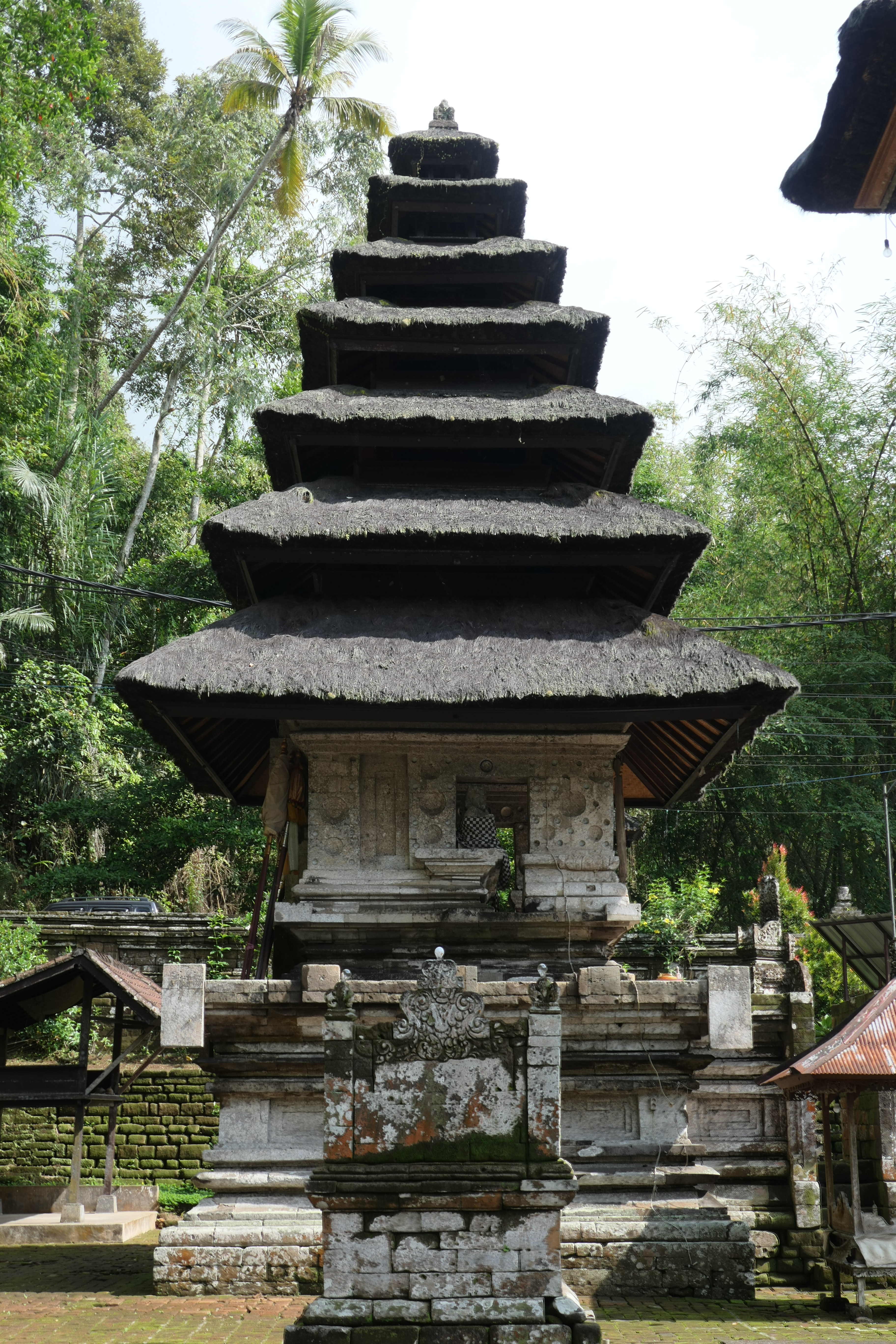
Hoofdtempel van de Pura Yeh Gangga op Bali met gestapeld dak

Het is belangrijk zich te realiseren dat op een complex als dit alleen het stenen materiaal bewaard is gebleven, terwijl allerlei bouwwerken en onderdelen van hout, bamboe en ander vergankelijk materiaal verdwenen zijn. We komen deze bouwwerken en onderdelen tegen, bijvoorbeeld, op de reliëfs van de Borobudur en de Shiva-tempel bij Prambanan op Midden-Java. Er zijn namelijk geleerden die vermoeden dat de stenen onderbouw van de hoofdtempel bekroond werd met een gestapeld dak gemaakt van hout, bamboe, palmvezel en gras. Hun argument is dat de stenen voor een stenen dak ontbraken toen het vervallen gebouw weer werd herontdekt, Bovendien heeft ook de hoofdtempel van de Pura Yeh Gangga bij het dorpje Perean op Bali, die dateert uit 1334, en daarmee uit dezelfde periode als de Candi Panataran, een stenen onderbouw die wordt overdekt door een gestapeld dak gemaakt van hout, bamboe, palmvezel en gras. Het voordeel van zo'n dak is dat het na een aardbeving makkelijk te repareren is. Zo'n dak wordt op Bali een meru genoemd, daarmee verwijzend naar de Mahameru, een hoge berg in het midden van kosmos, de plaats waar de goden resideren. Volgens R. Soekmono was de centrale tempel waarschijnlijk leeg. Daar stond geen godenbeeld Dat betekent dat de Candi Panataran een van de heiligdommen is waarin de overgang wordt gemaakt van het klassiek stenen tempeltype naar het tegenwoordig op Bali gangbare tempeltype met een dak dat niet van steen is. 
De reliëfs op de hoofdtempel beelden de levensverhalen uit van twee avatara's van god Vishnu, Rama en Krishna. Maar in feite is het heiligdom gewijd aan god Shiva. Daarmee staat het complex van de Panataran-tempel in dezelfde traditie als die van de grote hindoe tempel bij Prambanan in Midden-Java. Ook hier is de hoofdtempel gewijd aan Shiva, maar beelden de reliëfs op het gebouw het Ramayana-verhaal uit. De reliëfs over Rama, het Ramayana, zijn gebaseerd op de Javaanse versie van het Ramayana, terwijl de reliëfs over Krishna hun oorsprong vinden in het Krishnayana van Triguna.